# Portada/efemèride febrer 23
Little Lulu
« 22 de febrer · 23 de febrer · 24 de febrer »